# Myrtō Azina Chronidī
Myrtō Azina Chronidī (in alfabeto greco: Μυρτώ Αζίνα Χρονίδη; Nicosia, 1961) è una scrittrice cipriota.
Sin da giovane ha scritto diversi saggi e poesie. Ha vinto svariati premi letterari al Pancyprian Gymnasium (Παγκύπριο Γυμνάσιο) e ha pubblicato il suo primo romanzo, Hemerologion, all'età di quindici anni. Dopo la laurea si è specializzata in medicina generale all'ospedale universitario dell'Università di Bonn a Euskirchen. Nel 2010 si aggiudica il Premio letterario dell'Unione europea per To Peirama.